# Redlíquides
Els redlíquides (Redlichiida) són un ordre de la classe extinta d'artròpodes anomenada Trilobita. Els redlíquides són un dels quatre ordres de trilobits més antics, ja que aparegueren al Cambrià inferior.
Són els primers artròpodes a aparèixer al registre fòssil. El trilobit més antic conegut podria ser el gènere Fallotaspis, un redlíquida. Són fòssils comuns en jaciments del Cambrià inferior d'arreu del món. S'extingiren abans del final del Cambrià mitjà. Hi ha dos jaciments majors en què es troben redlíquides: els esquistos d'Emu Bay al sud d'Austràlia i els esquistos de Maotianshan a la Xina.

## Aparença física
Vegeu l'article Trilobit per trobar les definicions dels termes morfològics.
Els redlíquides tenen un aspecte primitiu. Solen tenir un cèfalon gran i semicircular, així com un tòrax molt segmentat que s'uneix en un petit pigidi. A diferència de molts altres ordres de trilobits, els redlíquides probablement no eren capaços d'enrotllar-se per defensar-se. Habitualment tenen ulls llargs i prominents en forma de lluna creixent. Tenen bastants espines. Una família de redlíquides, els olenèl·lids, tenen sovint espines llargues al tercer segment toràcic.
Els membres s'han preservat en alguns espècimens. Segueixen els patrons típics dels trilobits quant a nombre, situació i tipus de potes, antenes, brànquies, etc.

## Subordres
Els redlíquids es divideixen en dos subordres: Olenellina i Redlichiina.
Els olenèl·lids es troben a Nord-amèrica i altres antigues parts del continent de Laurència. Són molt comuns i se'ls sol usar per determinar l'extensió de Laurència. Llur sobtada desaparició marca el límit entre el Cambrià inferior i el mitjà en les zones en què es troben olenèl·lids. No tenen sutura facial.
Els membres del subordre Redlichina estan relacionats amb la resta de continents del Cambrià. Tenen sutura facial i llurs restes se solen trobar sense librígens. Els bathynotides, relativament rars, tenien sutura facial, llargues espines genals i espines llargues al segment toràcic final.